# スクラップ (Windows)
スクラップとは、Windowsでファイルの一部分をデスクトップに貼り付け、別なファイルとする機能である。Windows 95で導入されたが、Windows Vistaでは廃止された。

## 概要
WindowsにはOLE機能があり、対応したソフトウェア同士でコピー・アンド・ペーストやドラッグ・アンド・ドロップを行えば、ある文書中に別形式の文書を組み込むことができる。
ここで、貼り付け先、ドロップ先をデスクトップとすると、「スクラップ」という、拡張子が.shsのファイルが生成され、その状態を保存しておくことができる。スクラップを開けば、元のプログラムが実行されて、内容を編集することや、さらに別のプログラムにコピーすることなどができる。

## 廃止
スクラップの機能はあまりに知名度が低く、マイクロソフトに来た問い合わせも「このファイルを作成しないようにする方法は」というようなものばかりだったこと、またバッチファイルを埋め込んでマルウェアの隠れ蓑として使われることもあり、Windows Vistaではスクラップは廃止された。